# Jørgen Sonne (Autor)
Jørgen Jacobsen Sonne (* 15. Oktober 1925 in Kopenhagen; † 9. September 2015) war ein dänischer Lyriker und Autor. Er wurde als Übersetzer vor allem französischer Lyrik bekannt.

## Leben und Werk
Jørgen Sonne unterrichtete Geschichte und Englisch an Gymnasien. Er debütierte als Lyriker 1950 mit Korte digte (Kurzgedichte) mit Zeit- und bitteren Liebesgedichten. In der 1954 bei Gyldendal erschienenen Lyriksammlung Italiensk suite überwiegen dunkle Krisenstimmungen, doch gibt es darin auch ruhige Gedichte, zum Beispiel über das Altarbild „Anbetung der Hirten“ in den Uffizien. Eine Zwischenbilanz seines Lebens zieht er 1960 in Midtvejs (Auf halben Weg).
Eines seiner besten Werke ist der mit raffinierter Ironie gespickte Gedichtband Krese (Kreise). Im Mittelteil stehen Museumsgedichte, in denen Sonne seltene Gegenstände als Anlass nimmt, gedanklich in andere Zeiten abzuschweifen, um so jeweils zwei Themen in Vergangenheit und Gegenwart zu behandeln. In seinen Werken beschreibt er in der Tradition des Surrealismus und mit eigenwilligem, phantastischen Realismus in dissonanten Bildern Gewalt und Opfer, Kultur, Erotik, Nähe und Ferne sowie urzeitlich-apokalyptische Landschaften.

„Jørgen Sonne schleift seine Gedichte kristallartig zu, unangefochten von Modeströmungen und Tagesereignissen. Mit artistischer Raffinesse kann er eine Nuance Vergil oder Villon injizieren, überhaupt setzt er bei seinem Leser ein intensives Miterleben voraus.“

In späteren Jahren veröffentlichte er vermehrt Essays, Kritiken und kurze lyrische Prosa.
Jørgen Sonne übersetzte vor allem französische Dichter, so zum Beispiel Baudelaire, Lautréamont, Mallarmé, Nerval und Rimbaud. Jørgen Sonne lebte in Glumsø.

## Veröffentlichungen (Auswahl)

### Dänische Originalausgaben

#### Lyrik
- 1950: Korte digte
- 1954: Italiensk suite
- 1960: Midtvejs
- 1963: Krese
- 1976: Huset. Idyller
- 1980: Nærvær. Suite på rejsen

#### Prosa
- 1973: Horisonter. Introduktioner og essays. (Essays)
- 1979: Deruda. 25 år gennem Danmark. (Essays)
- 1983: Natten i Rom. (Roman)
- 1987: Mysteriespillene. (Drama)
- 1994: Fra jul til jul. Mulige erindringer. Halvtreds år i kongeriget. (Memoiren)
- 2006: Emil Aarestrup - prosa og person. (Literaturwissenschaft)

### Deutschsprachige Ausgaben
- Gedichte. 1950–1992. Aus dem Dänischen von Hanns Grössel. Wunderhorn, Heidelberg 1996, ISBN 3-88423-107-3
- Eine Auswahl seiner Gedichte erschien in: Mein Gesicht ist ein Körper. Neue Posie aus Dänemark. Edition die horen, Bremerhaven 1989, ISBN 3-88314-914-4

## Auszeichnungen
- 1966 Literaturpreis Drachmannlegatet
- 1976 die Emil Aarestrup Medaille
- 1976 Großen Preis der Dänischen Akademie
- 1988 Schwedisch-Dänischer Humanistikpreis
- 1995 Dänischer Übersetzerpreis
- 2000 wurde ihm die Ehrendoktorwürde in Philosophie verliehen.